# Ljubljanska kultura
Ljubljanska kultura je kultura ranoga brončanoga doba prepoznata na sojeničkim naseljima Ljubljanskoga barja (Ig II., Prevalje, Kamnik). Rasprostirala se u kontinentalnoj Sloveniji i duž istočne jadranske obale sve do Albanije. Nastala je vjerojatno suživotom kasne vučedolske kulture (tzv. slovenski tip) i kulture zvonolikih vrčeva te uz utjecaje kulture kuglastih amfora. Osim sojeničkih naselja na Ljubljanskom barju istraženo je gradinsko naselje u Vinomeru, dok nalazi na jadranskoj obali uglavnom potječu iz povremenih špiljskih boravišta. Osnova gospodarstva bili su lov i stočarstvo te kovinarstvo. O tome svjedoče kalupi za lijevanje brončanih predmeta, bodeži, trapezne sjekire, šila, igle, narukvice s uvijenim krajevima. Među keramičkim posudama prevladavaju lonci i amfore kuglasta tijela s cilindričnim ili lijevkastim vratom, zdjelice na nozi, bikonične zdjele. Ukrasni motivi snopova vodoravnih i vertikalnih crta te koso iscrtkanih trokuta izrađeni su nazubljenim kotačićem.